# 러벅 뮤니시플 콜리시엄
러벅 뮤니시플 콜리시엄(영어: Lubbock Municipal Coliseum)는 미국 텍사스주 러벅에 위치한 실내 경기장이다. 과거 ABA 텍사스 채퍼럴스와 CHL 러벅 코튼 킹스의 홈경기장으로 사용했다.